# Sami Lipsonen
Sami Lipsonen (* 16. Juli 1973 in Helsinki, Finnland) ist ein ehemaliger belgisch-finnischer Eishockeyspieler und -trainer.

## Karriere
Sami Lipsonen, der aus der finnischen Hauptstadt Helsinki stammt, begann seine Karriere in der Nachbarstadt Espoo, wo er in der Jugend des Erstligisten Kiekko-Espoo spielte. Später stand er beim Viertligisten Espoon Palloseura auf dem Eis, bis er zum Jahreswechsel 1996/97 in die niederländische Ehrendivision zu den Dordrecht Lions wechselte. Mit dem Team aus der Provinz Südholland musste er den Abstieg hinnehmen, so dass er 1997/98 in der zweitklassigen Eerste divisie aktiv war. Anschließend wechselte er nach Belgien, wo er die kommenden 17 Jahre in der belgischen Ehrendivision spielte. In den sieben Jahren beim IHC Leuven wurde er 2005 belgischer Meister und ein Jahr später Pokalsieger. In den zehn Jahren bei Olympia Heist op den Berg kam 2010 noch ein weiterer Pokalsieg hinzu.

### International
Für die Belgien spielte Lipsonen nach seiner Einbürgerung erstmals bei der Weltmeisterschaft 2004 in der Division I. Nachdem die Belgier dort die Klasse nicht halten konnten, stand er bei den Weltmeisterschaften der Division II 2005, 2006, 2007, 2008, 2009, 2010 und 2011.

### Trainerlaufbahn
Bereits während seiner aktiven Karriere war Lipsonen auch als Trainer tätig: 2005 war er Assistenztrainer der belgischen U20-Auswahl in der Division II. in der Spielzeit 2010/11 war er Spielertrainer von Olympia Heist op den Berg in der Ehrendivision.

## Erfolge und Auszeichnungen
- 2005 Belgischer Meister mit dem IHC Leuven
- 2006 Belgischer Pokalsieger mit dem IHC Leuven
- 2010 Belgischer Pokalsieger mit Olympia Heist op den Berg

## Statistik
(Stand: Ende der Spielzeit 2014/15)